# Hrabstwo Schuyler (Nowy Jork)
Schuyler – hrabstwo (ang. county) w stanie  Nowy Jork w USA.

## Geografia
Powierzchnia hrabstwa wynosi 342,33 mi² (około 886,5 km²). Według stanu na 2010 rok jego populacja wynosi 18 343 osób, a liczba gospodarstw domowych: 9455. W 2000 roku zamieszkiwały je 19 224 osoby, a w 1990 mieszkańców było 18 662.

### Miasta[1]
- Catharine
- Cayuta
- Dix
- Hector
- Montour
- Orange
- Reading
- Tyrone

### Wsie[1]
- Burdett
- Montour Falls
- Odessa
- Watkins Glen